# Olha pra Mim (álbum de Toque no Altar)
Olha pra Mim é um álbum de estúdio da banda brasileira de música cristã Toque no Altar, lançado em 1 de maio de 2006. É o quarto trabalho inédito do grupo, o primeiro gravado totalmente em estúdio, e também o último registro inédito de sua formação original.
Produzido e arranjado por Ronald Fonseca, com contribuições de Zé Canuto nos arranjos de metais e participação de Bene Maldonado, guitarrista do Fruto Sagrado, teve repertório escrito por Fonseca, o baixista Deco Rodrigues e os vocalistas Luiz Arcanjo e Davi Sacer. É o único álbum inédito do grupo a trazer Luiz Arcanjo como intérprete de metade das canções, cantadas ao lado de Sacer. O processo de produção do álbum coincidiu com a gravação de seu primeiro DVD, Toque no Altar e Restituição (2005), a recém adoção do nome artístico Toque no Altar e o sucesso da banda alcançado com Deus de Promessas. Musicalmente, o projeto foi concebido para manter as influências pop rock dos álbuns anteriores, com maior presença de instrumentos de metais e cordas.
Olha pra Mim foi um sucesso comercial e de crítica. Com cerca de 400 mil cópias vendidas em menos de um ano e apontado como um dos principais registros congregacionais da década de 2000, trouxe canções como "O Chão Vai Tremer" e "Tua Graça me Basta", além da faixa-título "Olha pra Mim", premiada como música do ano no Troféu Talento 2007. Durante a turnê do álbum, a banda fez sua primeira apresentação internacional no Japão e partiu rapidamente para a gravação de outro DVD e um disco inédito, que se tornaria Marca da Promessa (2007). No entanto, no mesmo período, alguns de seus principais integrantes deixam a banda e formam o grupo Trazendo a Arca, incluindo os vocalistas Arcanjo e Sacer. Em 2020, após uma longa disputa judicial, Olha pra Mim passou a ser creditado como um álbum do Trazendo a Arca.
O álbum, mais tarde, teve seu repertório incluso nos DVDs É Impossível, mas Deus Pode (2008), da formação posterior do Toque no Altar, enquanto o Trazendo a Arca promoveu Ao Vivo no Maracanãzinho (2008), também produzido por Ronald Fonseca. Várias canções da obra foram revisitadas, anos depois, pelo Trazendo a Arca e pelo cantor Davi Sacer em carreira solo, e foi apontado como um dos registros favoritos de alguns de seus integrantes. Em 2016, Olha pra Mim foi eleito o 24.º melhor disco da década de 2000, de acordo com lista publicada pelo Super Gospel.

## Antecedentes
Ao longo da carreira, a formação original do Toque no Altar se caracterizava por álbuns baseados em campanhas religiosas da igreja a qual faziam parte, o Ministério Apascentar de Nova Iguaçu, e por seus projetos gráficos sem quaisquer fotos de integrantes. Os três trabalhos anteriores da banda – Toque no Altar (2003), Restituição (2003) e Deus de Promessas (2005) – foram inclusos como parte de uma série chamada Restituição. No entanto, entre eles, apenas Toque no Altar foi um projeto de repertório livre, cujas canções não seguiam um padrão temático. Por isso, era a primeira vez desde o projeto de estreia que a banda preparava-se para compor um trabalho composto por canções que não foram utilizadas nos projetos anteriores.
2005, o ano antecessor de Olha pra Mim, foi um período agitado para os músicos. Em março daquele ano, a banda liberou Deus de Promessas, o último projeto do grupo a adotar o nome artístico Ministério Apascentar de Nova Iguaçu, que representava a igreja a qual faziam parte. No mesmo ano, seria adotado o nome Toque no Altar. O sucesso nacional do conjunto passou a revelar a imagem de alguns dos seus integrantes. Na época, os vocalistas Davi Sacer e Luiz Arcanjo estiveram na décima edição do prêmio Troféu Talento, que gerou o DVD 10.º Troféu Talento. Além disso, a canção "Deus de Promessas" foi um dos principais hits evangélicos daquele ano. Até outubro de 2005, o álbum tinha vendido quase 300 mil cópias. No mesmo ano, Ronald Fonseca também trabalhou na produção do álbum Para Chamar Tua Atenção, da banda Unção de Deus, que contou com várias composições de Fonseca e Davi Sacer, além das participações de Luiz Arcanjo, Verônica Sacer e Silvânia Costa nos vocais de apoio.
Foi, neste contexto de notoriedade e de primeiras aparições públicas que o grupo produziu o DVD ao vivo Toque no Altar e Restituição, cujo show se deu na antiga casa Olympia, em São Paulo, em novembro de 2005, e lançado em 2006. Na época, Verônica Sacer disse: "A notoriedade ainda não mata a minha privacidade. O Toque no Altar por muito tempo, não trabalhava com imagem. Mas agora com DVDs, programas de TV, a gente acaba sendo reconhecidos" (sic).

## Composição

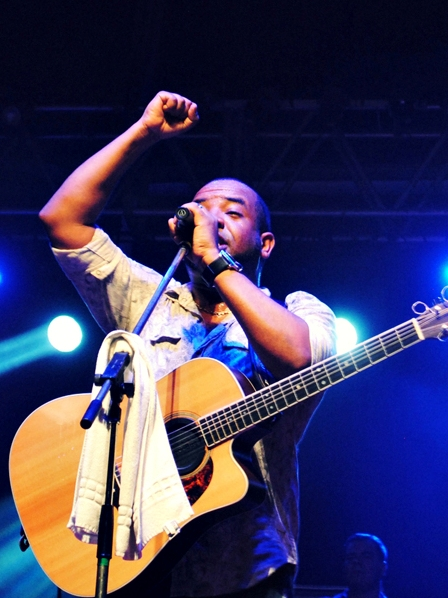
O vocalista Luiz Arcanjo compôs quase todas as músicas de Olha pra Mim.

Todas as composições de Olha pra Mim foram escritas por Sacer, Arcanjo, o tecladista Ronald Fonseca e o baixista Deco Rodrigues, este último que chegou a aparecer como co-autor em faixas de Restituição. A maior parte do repertório foi escrito entre 2003 e 2005. Eram músicas que não foram utilizadas no álbum Deus de Promessas (2005). Por isso o álbum teve, como principal compositor, Luiz Arcanjo. O vocalista participou como autor e co-autor de 12 das 13 faixas, com exceção da abertura instrumental, composta por Ronald Fonseca. O processo de composição do álbum foi variado, que se refletiu nos temas abordados no álbum.
Em 2020, Davi Sacer e Luiz Arcanjo contaram, durante algumas videoconferências e vídeos, histórias de várias composições do álbum. Sobre a faixa-título, "Olha pra Mim", os músicos contaram que surgiu após os vocalistas receberem uma reclamação da liderança da igreja. "Senhor e Rei", por sua vez, teve seu processo de composição iniciado a partir de uma melodia de Ronald Fonseca, que inspirou versos congregacionais de Sacer, Arcanjo e Rodrigues que tinham a intenção de elogiar Deus. Em um vídeo, Luiz Arcanjo contou que "O que Dizer" foi construída a partir de uma oração dos vocalistas, que assim como toda a banda tinham uma origem pobre, mas alcançaram uma popularidade que destoava de suas ascendências. Ainda em 2020, em entrevista a Apple Music, Davi Sacer chegou a dizer que "compor em parceria de dois, três ou até quatro pessoas, era uma coisa que a gente fazia muito". Foi assim que surgiram várias canções de Olha pra Mim. "Trazendo a Arca", por exemplo, foi escrita com a vontade de fazer uma canção que desse introdução ao projeto e fosse animada. A música ficou pronta em algumas horas. Deco Rodrigues colaborou de forma significativa em várias composições, sendo autor das melodias das canções "Lembra Senhor", "Me Arrebataste" e "Ser Fiel".
Um dos maiores sucessos do álbum, "Tua Graça me Basta" é uma das canções mais antigas do repertório do álbum. Foi escrita após uma viagem feita pela banda para a Bahia, antes de obterem notoriedade nacional, onde participariam de um congresso evangélico. Na ocasião, os músicos não conseguiram se apresentar, pois Ludmila Ferber e Diante do Trono eram as principais atrações. A frustração incomodou Luiz Arcanjo que, de madrugada, sentiu-se mal pelo sentimento negativo. Ao conversar com Sacer, em seguida, os dois estruturam a música como uma oração. Assim, "Tua Graça Me Basta" foi constituída como uma canção anti-soberba. Davi Sacer disse que "Lembra Senhor", por sua vez, é "sobre a gente conscientizar as pessoas de que o relacionamento com Deus não é um relacionamento de simplesmente pedir e ser atendido. De todo momento estar vivendo aquele mar de rosas, porque a vida não é assim".
Outra canção notável do disco, "O Chão Vai Tremer" também teve um processo de composição mencionado várias vezes por Arcanjo. O cantor disse que a faixa surgiu a partir de uma excursão do músico juntamente com David Cerqueira e Deco Rodrigues no Morro Agudo, no município de Nova Iguaçu, onde surgiram alguns dos primeiros versos da canção que, a princípio, seria uma balada. Arcanjo disse que sua mãe, da sua casa, observava do terraço a sua chegada ao monte e, no retorno dos três, a mãe do músico declarou que havia visto várias pessoas vestidas de branco e várias luzes cintilantes no local; algo que surpreendeu os três, que afirmaram que só Deco, David e Luiz estavam no monte e não haviam visto nada do que a mulher referia. Mais tarde, Luiz Arcanjo juntou-se a Davi Sacer e com ele escreveu os demais versos da canção e sua melodia, que se tornou uma canção animada. Apesar da canção ter se tornando um sucesso imediato, a faixa não atraiu simpatia imediata de um pastor do Ministério Apascentar, que chegou a dizer para Sacer e Arcanjo que "esta musica é muito ruim. É a pior música que vocês já fizeram". Um costume frequente da banda era testar a recepção dos membros da igreja para avaliar o potencial de seus repertórios. Segundo Arcanjo e Sacer, a primeira vez que tocaram "Senhor e Rei", a resposta foi extremamente favorável.

## Gravação

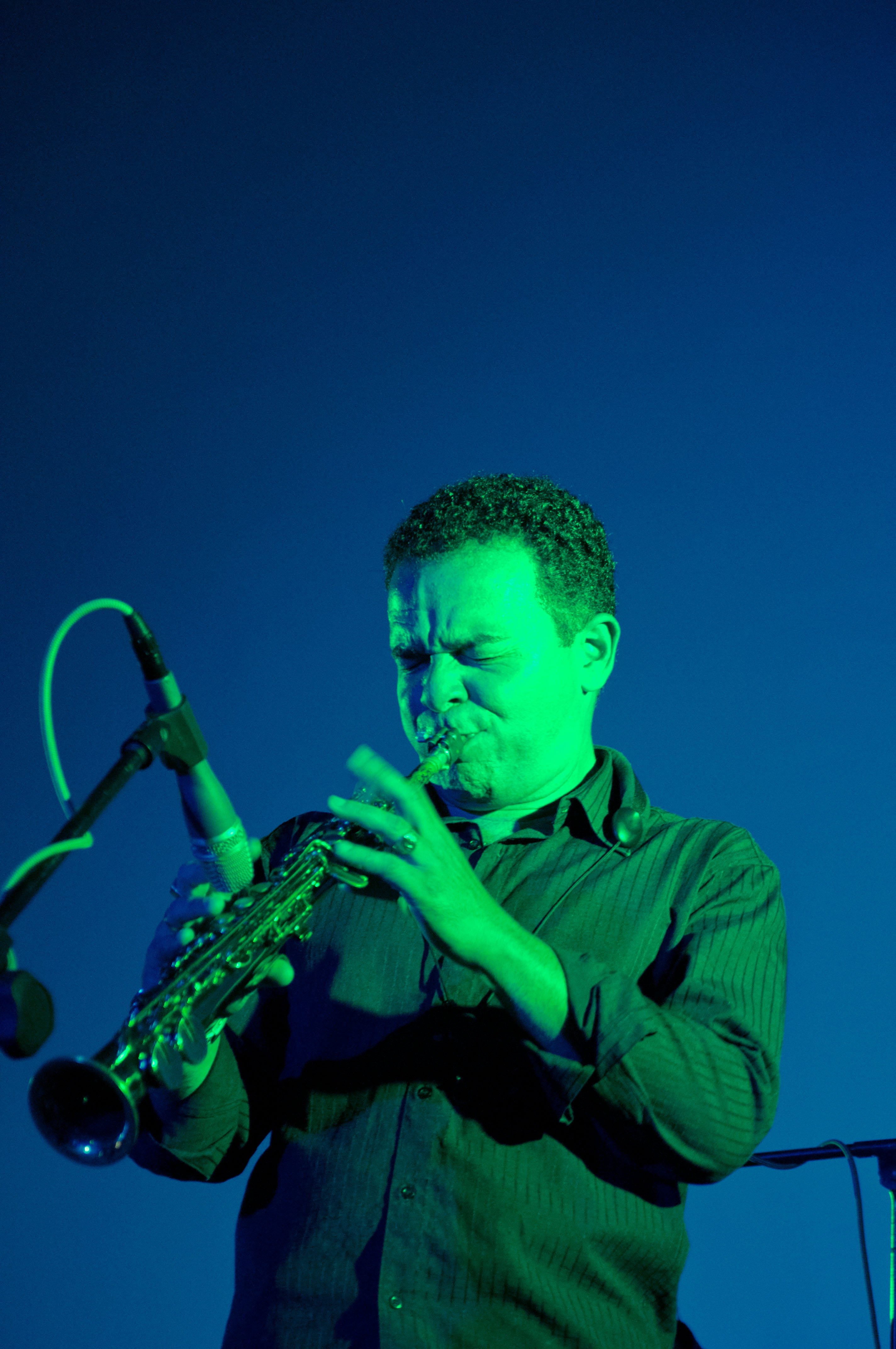
O instrumentista Zé Canuto foi responsável por todos os arranjos de metais do álbum.

Após a gravação de Toque no Altar e Restituição em 2005, algumas mudanças ocorreram na formação da banda. O guitarrista Marcell Compan deixou o grupo, além do vocalista David Cerqueira. Luiz Arcanjo, que apareceu apenas como backing nos álbuns Toque no Altar e Deus de Promessas e fez uma participação menor em Restituição, já era o líder da banda, e faria sua estreia como intérprete da maioria das faixas ao lado de Davi Sacer. Nos vocais, pela primeira vez, foi inclusa a participação de Verônica Sacer. Pela ausência de Compan, o guitarrista Bene Maldonado, integrante da banda de rock Fruto Sagrado, foi recrutado para o projeto para tocar guitarra e violão. Bene já tinha coordenado a parte técnica do álbum Toque no Altar, função que também exerceria nas gravações de Olha pra Mim.
O baixista Deco Rodrigues, em 2012, relembrou o processo de gravação e criação do projeto: "No disco Olha pra Mim, o último lançado como Ministério Toque no Altar, basicamente foi feito como nos outros álbuns: a parte de composição (Luiz Arcanjo, Davi Sacer, Ronald Fonseca e eu), sendo que nosso desejo era que tivesse uma orquestra de cordas maior que nos outros CDs". Os arranjos de cordas foram escritos por Ronald Fonseca, que também compôs uma abertura instrumental que deu base para outra composição de Luiz Arcanjo, "Cântico de Davi".
A banda contou com a participação de vários instrumentistas de cordas que também participariam de projetos futuros do grupo, como Hugo Pilger, Cecília Mendes e Ricardo Amado. Os arranjos de metais foram escritos por Zé Canuto. Nas gravações, o grupo contou com a participação de Jessé Sadoc, que já tinha gravado com Chico Buarque e Milton Nascimento e que, no segmento evangélico, gravou com Rebanhão na década de 1980 e com o Toque no Altar no álbum Deus de Promessas. Na seção de metais, o álbum também possui a participação de Aldivas Ayres, que já tinha gravado com Ed Motta, Los Hermanos e Alceu Valença.
Entre outras participações, o álbum também incluiu Rafael Novarine, vocalista da banda Unção de Deus, nos vocais de apoio, e da cantora pentecostal Elaine Martins, também nos backings. A masterização foi assinada por Toney Fontes.

## Estilo musical
|                                                    | "Cântico de Davi (Abertura)" Demonstração de 30 segundos de "Cântico de Davi (Abertura)", arranjo de Ronald Fonseca. |
| Problemas para escutar este arquivo? Veja a ajuda. | |

Olha pra Mim é definido como um álbum congregacional, isto é, um projeto de canções comunitárias geralmente cantadas em igrejas evangélicas, cuja sonoridade contém influências pop rock. Em relação aos projetos anteriores, a obra contém uma influência da música clássica por meio dos arranjos de cordas e uma orquestra conduzida pelo pianista Ronald Fonseca. A execução das faixas somou influências dos músicos envolvidos, entre eles a banda Raiz Coral, cuja musicalidade transita dentro da black music. A canção "Correndo pros Teus Braços" já foi classificada como "pop", enquanto "Senhor e Rei" chegou a ter elementos considerados progressivos. Um mês antes do lançamento, Luiz Arcanjo deu uma entrevista ao portal Casa Gospel, e disse: "é um CD está de certa forma mais diferente, é um CD que tem mais orquestração, com bastante júbilo, e muita adoração, muita adoração mesmo, um CD de adoração, um CD de que sabe... não sei como definir direito, mas é algo novo o que colocamos neste novo trabalho".

## Projeto gráfico

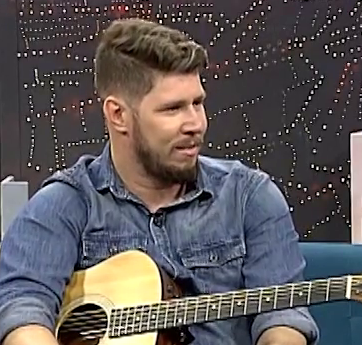
David Cerqueira foi o responsável pelo design original de Olha pra Mim.

O design original do álbum Olha pra Mim foi desenvolvido pelo ex-integrante David Cerqueira, que optou por utilizar tons de marrom, além do título do álbum e o nome da banda. Poucos meses depois, o designer Rafael Feijó foi escolhido para estrear um novo logotipo para o Toque no Altar, presente originalmente na capa do álbum Deus de Promessas ao Vivo. Por isso, Olha pra Mim foi lançado com um projeto gráfico adaptado do original com o novo logotipo.
Anos depois, quando a igreja evangélica Ministério Apascentar perdeu direito à marca Toque no Altar em disputa judicial com Luiz Arcanjo e Davi Sacer, o disco foi relançado como "Ministério Apascentar de Nova Iguaçu". Esta foi a primeira versão do álbum disponibilizada nas plataformas digitais pelo selo Digital Music, em meados de 2013. Em 2020, no entanto, o projeto gráfico foi novamente modificado para os créditos de Trazendo a Arca.

## Lançamento
Olha pra Mim foi oficialmente lançado em 1 de maio de 2006, de forma independente, embora a banda tenha iniciado a distribuição física do projeto dias antes. O álbum foi originalmente lançado com uma tiragem inicial de 185 mil cópias que foram esgotadas rapidamente. O show de lançamento do álbum se deu na casa de shows Via Show, no Rio de Janeiro e, na ocasião, a banda recebeu uma certificação de disco de platina proveniente da Sony DADC. O evento contou com um público de 15 mil pessoas e o repertório da apresentação incluiu os maiores sucessos do grupo até o momento. Entre o público, estavam artistas do cenário evangélico como Jozyanne, Nádia Santolli e Waguinho.
De acordo com informações divulgadas pela imprensa evangélica, Olha pra Mim chegou a vender cerca de 400 mil cópias até o final de 2006. Em entrevista dada ao Troféu Talento ainda em 2006, Davi Sacer disse: "Esse CD já saiu com uma tiragem de 185 mil cópias, num país como o nosso, onde o mercado evangélico ainda está crescendo, que não tem uma gravadora por trás, é um grupo independente, eu vejo nisso a mão de Deus".
Nesta época, a banda chegava a receber cerca de 2 mil convites para shows no ano, mas a maior parte de sua agenda era direcionada para cultos dentro do Ministério Apascentar de Nova Iguaçu. No entanto, o grupo ainda participou de vários shows pelo Brasil. Em agosto, a banda esteve em Manaus e também no estado da Bahia, onde participaram do evento Clama Bahia. Em setembro, o grupo esteve em São Paulo na edição anual da Expocristã, além de ter se apresentados nos estados do Acre, Paraná e São Paulo. Em outubro, a banda não cumpriu agendas, mas chegou a se apresentar com o cantor Ron Kenoly. Em 4 de outubro, também, ocorreu a gravação de Deus de Promessas ao Vivo, na casa de shows Claro Hall, no Rio de Janeiro.
Durante a turnê do álbum Olha pra Mim, a banda fez seu primeiro show internacional. O grupo esteve no Japão, participando do evento Aviva Japão, em agosto de 2006. A participação foi repetida novamente em 2007, quando os então integrantes do Trazendo a Arca gravaram o álbum Ao Vivo no Japão (2007). Após o cumprimento de agendas, a banda partiu para a gravação de outro álbum inédito, cujo lançamento foi prometido para o final de 2006 e teria, como título, Marca da Promessa. No entanto, as gravações coincidiram com a divisão da formação original. Sete integrantes do grupo, entre eles os vocalistas Luiz Arcanjo e Davi Sacer, deixaram o Toque no Altar e formaram a banda Trazendo a Arca. O cantor e compositor Weferson Gaspar, que era um dos vocais de apoio da banda e assumiu um dos postos de vocalista após a saída de Arcanjo e Sacer, disse em entrevista anos depois:

Quando eles saíram, não só eu, mas todos os demais integrantes que permaneceram, choramos muito.— Weferson Gaspar, sobre saída de Davi Sacer e Luiz Arcanjo, em entrevista de 2013.
Antes da divisão do grupo, os integrantes tinham a intenção de promover um registro audiovisual com base no repertório de Olha pra Mim. Em entrevista ao Troféu Talento ainda em 2006, Davi Sacer chegou a dizer que o Toque no Altar poderia gravar um DVD em Manaus. Depois que o conjunto se desfez, tanto Toque no Altar e Trazendo a Arca promoveram o disco. A nova formação do Toque no Altar, com os vocalistas Rafael Bitencourt e Weferson Gaspar, chegaram a regravar duas canções do álbum com o instrumental original – "Olha pra Mim" e "Lembra Senhor" para a produção de videoclipes. Foram os únicos clipes produzidos para a divulgação do álbum.

### É Impossível, mas Deus Pode
Em 2007, a nova formação do Toque no Altar lançou um álbum inédito, chamado É Impossível, mas Deus Pode. Em seguida, a banda partiu para a gravação de um DVD, focado no repertório do novo álbum. Apesar disso, o DVD É Impossível, mas Deus Pode (2008) contou com várias canções do álbum Olha pra Mim. Foram regravadas "Olha pra Mim", "O Chão Vai Tremer", "Me Arrebataste", "Senhor e Rei" e "Tua Graça Me Basta". Além disso, os videoclipes das canções "Olha pra Mim" e "Lembra Senhor" foram disponibilizados como materiais extra do material.

### Ao Vivo no Maracanãzinho
Com base na mesma premissa do DVD Toque no Altar e Restituição, que reuniu o repertório dos álbuns Toque no Altar (2003) e Restituição (2003), o Trazendo a Arca pretendeu unir Olha pra Mim e o álbum sucessor, Marca da Promessa, lançado em 2007. O show foi gravado em maio de 2008, no ginásio Maracanãzinho, com direção de Hugo Pessoa, que já tinha trabalhado com a banda em Toque no Altar e Restituição. Quase todas as músicas de Olha pra Mim foram gravadas em Ao Vivo no Maracanãzinho (2008), exceto "Em Toda Terra", "Correndo pros Teus Braços" e "Ser Fiel". As faixas foram interpretadas por Davi Sacer, Luiz Arcanjo e Verônica Sacer.

## Recepção
| Críticas profissionais | Críticas profissionais |
| Avaliações da crítica  | Avaliações da crítica  |
| Fonte                  | Avaliação              |
| ---------------------- | ---------------------- |
| Super Gospel           | [ 52 ]                 |
| O Propagador           | [ 53 ]                 |

Além de ser um sucesso comercial imediato, Olha pra Mim também recebeu aclamação da mídia especializada. Ainda em 2006, Roberto Azevedo, editor-chefe do Super Gospel, deu ênfase aos arranjos de cordas do projeto, com destaque às músicas "Tua Graça me Basta", "Senhor e Rei" e "O que Dizer". Nesta última, Azevedo chegou a dizer que "o acompanhamento feito por Ronald Fonseca é de uma excelência que palavras não podem expressar Ele disse que "desde 2003, quando gravou Toque no Altar, que foi um dos CDs mais elogiados no meio gospel naquele ano, este ministério até então desconhecido no cenário nacional evangélico tem surpreendido a todos com um repertório diversificado, muito bem arranjado e cheio de qualidade musical". A avaliação favorável se manteve pelo portal na década seguinte, quando o álbum recebeu uma cotação de 4 estrelas e meia de 5.
O guia discográfico do portal O Propagador, durante a década de 2010, atribuiu nota máxima para a obra, afirmando que é, ao mesmo tempo, o melhor álbum do Toque no Altar e dos músicos que seriam responsáveis pela dissidência que gerou o Trazendo a Arca: "A produção de Ronald Fonseca chega a um nível de maturidade surpreendente, e canções como “Tua Graça me Basta”, “Senhor e Rei” e “O Chão vai Tremer” chegam a competir entre si dentre as melhores". Foi o único trabalho do grupo a receber cinco estrelas pelo site.

## Legado

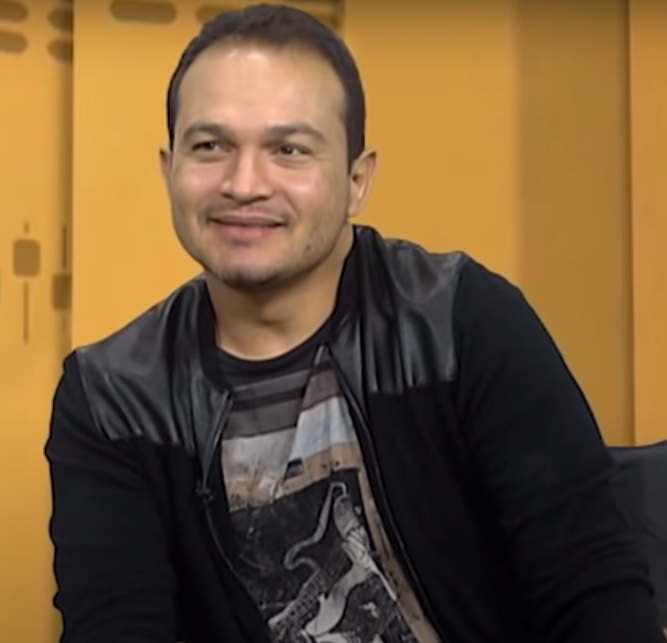
Davi Sacer foi premiado no Troféu Talento 2007 por suas interpretações em Olha pra Mim e regravou várias músicas do álbum em carreira solo.

Ao longo da história, Olha pra Mim se tornou um dos álbuns mais importantes do Toque no Altar e chegou a ser considerado um clássico do canto congregacional do Brasil. O baixista Deco Rodrigues se referiu ao disco como um dos seus preferidos de toda a carreira, e mesmo com a saída dos integrantes originais do Ministério Apascentar de Nova Iguaçu, o projeto manteve seu respaldo, especialmente pela produção musical de Ronald Fonseca. Em 2013, o tecladista foi chamado para a direção de Há Poder no Nome de Jesus, único projeto do grupo com o vocalista Samuel Vinholes. Na época, Cris Medeiros chegou a dizer que "era um desejo muito grande do Pastor Marcus ter o Ronald como produtor novamente. Ele esteve na primeira formação da banda e o último álbum que ele produziu foi o Olha Pra Mim, que foi um sucesso, com uma sonoridade impecável".
O repertório do disco também foi um dos mais regravados do Trazendo a Arca e de Davi Sacer em carreira solo. Além das canções em Ao Vivo no Maracanãzinho, "O Chão Vai Tremer" se fez presente no repertório de Ao Vivo no Japão (2007) e foi o trabalho mais contemplado na reunião da formação clássica, em 2020, no álbum O Encontro. Na ocasião, oito canções foram regravadas - "Trazendo a Arca", "O Chão Vai Tremer", "Correndo pros Teus Braços, "Tua Graça Me Basta", "Senhor e Rei", "Olha pra Mim", "Lembra Senhor" e "Me Arrebataste", embora a versão final do projeto tenha contemplado apenas quatro delas. O projeto Español, de 2014, trouxe três versões em espanhol, as músicas "Señor y Rey", Tu Gracia Me Basta" e "El Suelo Va A Temblar". Além disso, Luiz Arcanjo anunciou que regravaria "Correndo pros Teus Braços", ignorada no DVD Ao Vivo no Maracanãzinho, num documentário produzido em 2013 baseado no repertório de Na Casa dos Profetas (2012). No entanto, o documentário nunca foi lançado. Em carreira solo, Davi Sacer trouxe novas versões de "O Chão Vai Tremer", "Olha pra Mim" e "Tua Graça Me Basta" para No Caminho do Milagre (2011) e em 15 Anos (2019), o músico regravou "Me Arrebataste", "Correndo pros Teus Braços" e, novamente, "Tua Graça Me Basta". Esta última foi liberada como single com a participação de Clovis Pinho, então vocalista da banda Preto no Branco.
Por conta de Olha pra Mim, o Toque no Altar foi um dos principais artistas premiados no Troféu Talento de 2007, vencendo algumas das categorias mais importantes do prêmio, como "Música do Ano", "Grupo do Ano" e "Álbum do Ano". Davi Sacer ainda foi premiado como "Intérprete Masculino". No entanto, durante a premiação, ocorrida em março daquele ano, a banda já tinha uma nova formação, e o Trazendo a Arca se estruturava como outra banda. Em situação inédita, os prêmios foram entregues aos ex-integrantes. A canção "Olha pra Mim", durante a cerimônia de entrega dos prêmios, foi cantada por Davi Sacer, Luiz Arcanjo e Verônica Sacer.
Algumas canções do álbum tornaram-se, ao longo dos anos, algumas das composições mais lembradas pelos integrantes da banda. Em 2006, Davi Sacer chegou a dizer, em entrevista ao Troféu Talento, que "Tua Graça Me Basta" era sua música favorita do disco. Em 2016, em entrevista ao Gospel no Divã, Luiz Arcanjo disse: "Eu lembro que no CD Olha pra Mim, eu sempre gostei mais da faixa 'Tua Graça Me Basta', mas a música que mais tocou foi 'Olha pra Mim'", destacou. Sacer ainda destacou "Lembra Senhor", ao dizer que "sou apaixonado por ela". Retrospectivamente, o cantor também chegou a destacar a importância de "O Chão Vai Tremer", ao ressaltar que "é uma música que até hoje a gente canta, virou uma das nossas maiores músicas rápidas".
Em 2016, o projeto foi eleito o 24.º melhor disco da década de 2000, em uma lista promovida pelo portal Super Gospel. Na época, foi dito que Olha pra Mim foi "um dos discos congregacionais mais bem produzidos da década" e que a obra "coroa o quarteto Luiz Arcanjo, Davi Sacer, Ronald Fonseca e Deco Rodrigues, responsáveis pelas composições que mesclam entre poesias congregacionais e confissões".
Depois de anos creditado ao Toque no Altar e, após disputas judiciais, ser relançado como um álbum do Ministério Apascentar de Nova Iguaçu, Olha pra Mim foi creditado ao Trazendo a Arca em relançamento feito em abril de 2020.

### Troféu Talento
A seguir, indicações ao Toque no Altar e ao álbum Olha pra Mim no Troféu Talento de 2007:
| Categoria               | Indicado       | Resultado |
| ----------------------- | -------------- | --------- |
| Intérprete Masculino    | Davi Sacer     | Venceu    |
| Cantor do Ano           | Davi Sacer     | Indicado  |
| Destaque 2006           | Toque no Altar | Indicado  |
| Grupo do Ano            | Toque no Altar | Venceu    |
| Álbum Adoração e Louvor | Olha pra Mim   | Venceu    |
| Álbum do ano            | Olha pra Mim   | Venceu    |
| Música do Ano           | "Olha pra Mim" | Venceu    |

## Faixas
A seguir lista-se as faixas, compositores e durações de cada canção de Olha pra Mim, segundo o encarte do disco.
| Edição principal |                              |                                            |                               |         |  |
| N.º              | Título                       | Compositor(es)                             | Vocais                        | Duração |  |
| 1.               | "Cântico de Davi" (abertura) | Ronald Fonseca                             | Instrumental                  | 1:47    |  |
| 2.               | "Cântico de Davi"            | Luiz Arcanjo                               | Davi Sacer                    | 1:11    |  |
| 3.               | "Trazendo a Arca"            | Fonseca Arcanjo Davi Sacer André Rodrigues | Davi Sacer                    | 3:47    |  |
| 4.               | "Em Toda Terra"              | Arcanjo Sacer Rodrigues                    | Luiz Arcanjo                  | 3:38    |  |
| 5.               | "Correndo pros Teus Braços"  | Arcanjo Sacer Rodrigues                    | Luiz Arcanjo                  | 6:15    |  |
| 6.               | "Olha pra Mim"               | Arcanjo Sacer                              | Davi Sacer e Luiz Arcanjo     | 6:32    |  |
| 7.               | "Me Arrebataste"             | Rodrigues Arcanjo Sacer                    | Davi Sacer e Verônica Sacer   | 6:35    |  |
| 8.               | "Tua Graça me Basta"         | Sacer Arcanjo                              | Davi Sacer e Verônica Sacer   | 7:08    |  |
| 9.               | "Lembra Senhor"              | Rodrigues Arcanjo Sacer                    | Luiz Arcanjo e Verônica Sacer | 7:47    |  |
| 10.              | "Senhor e Rei"               | Fonseca Arcanjo Sacer Rodrigues            | Davi Sacer                    | 8:23    |  |
| 11.              | "Ser Fiel"                   | Rodrigues Arcanjo                          | Luiz Arcanjo                  | 6:49    |  |
| 12.              | "O que Dizer"                | Arcanjo Sacer                              | Davi Sacer                    | 5:56    |  |
| 13.              | "O Chão Vai Tremer"          | Arcanjo Sacer                              | Luiz Arcanjo                  | 4:52    |  |
| Duração total:   | Duração total:               | Duração total:                             | Duração total:                | 70:47   |  |

| Edição Playback |                             |                                 |         |  |
| N.º             | Título                      | Compositor(es)                  | Duração |  |
| 1.              | "Trazendo a Arca"           | Fonseca Arcanjo Sacer Rodrigues | 3:46    |  |
| 2.              | "Em Toda Terra"             | Arcanjo Sacer Rodrigues         | 3:37    |  |
| 3.              | "Correndo pros Teus Braços" | Arcanjo Sacer Rodrigues         | 6:15    |  |
| 4.              | "Olha pra Mim"              | Arcanjo Sacer                   | 6:28    |  |
| 5.              | "Me Arrebataste"            | Rodrigues Arcanjo Sacer         | 6:34    |  |
| 6.              | "Tua Graça me Basta"        | Sacer Arcanjo                   | 7:06    |  |
| 7.              | "Lembra Senhor"             | Rodrigues Arcanjo Sacer         | 7:48    |  |
| 8.              | "Senhor e Rei"              | Fonseca Arcanjo Sacer Rodrigues | 8:24    |  |
| 9.              | "Ser Fiel"                  | Rodrigues Arcanjo               | 6:42    |  |
| 10.             | "O que Dizer"               | Arcanjo Sacer                   | 5:51    |  |
| 11.             | "O Chão Vai Tremer"         | Arcanjo Sacer                   | 4:41    |  |
| Duração total:  | Duração total:              | Duração total:                  | 67:17   |  |

## Ficha técnica
A seguir estão listados os músicos envolvidos na produção de Olha pra Mim:
Banda
- Luiz Arcanjo – vocais
- Davi Sacer – vocais
- Verônica Sacer – vocal de apoio, vocal em "Me Arrebataste", "Tua Graça me Basta" e "Lembra Senhor"
- Ronald Fonseca – teclado, piano, arranjos
- André Rodrigues – baixo elétrico
- André Mattos – bateria
- Vânia Franco – vocal de apoio
- Silvânia Costa – vocal de apoio
- Carlos Henrique – vocal de apoio
- Leandro Silva – teclado

Músicos convidados
- Bene Maldonado – guitarra e violão
- Raiz Coral – vocal de apoio nas músicas "Trazendo a Arca", "Tua Graça me Basta" e "Senhor e Rei"
- Rafael Novarine – vocal de apoio
- Robison Olicar – vocal de apoio
- Elaine Martins – vocal de apoio
- Raul D'Oliveira – contra-baixo
- Cecília Mendes – viola
- Dhyan Tóffolo – viola
- Hugo Pilger – violoncelo
- Marcus Ribeiro – violoncelo
- Ricardo Amado – violino
- Gisele Sampaio – violino
- Carlos Mendes – violino
- Rodolfo Tóffolo – violino
- Felipe Prazeres – violino
- Gustavo Menezes – violino
- Zé Canuto – arranjos de metais
- Jessé Sadoc – trompete
- Aldivas Ayres – trombone

Equipe técnica
- Bene Maldonado – mixagem
- Toney Fontes – masterização
- Aureo Luís – engenheiro de gravação